# Exposition universelle de 1933
L'Exposition universelle de 1933, officiellement A Century of Progress Exposition (en français « L'Exposition du siècle du progrès » ; en forme longue : A Century of Progress International Exposition) ou encore Chicago World's Fair, est une exposition universelle qui se tint du 27 mai 1933 au 31 octobre 1934 à Chicago, dans l'Illinois, aux États-Unis. Enregistrée par le Bureau international des expositions (BIE), elle célébra le centenaire de Chicago en tant que municipalité. Le thème de l'exposition fut l'innovation technologique (et le progrès technique au sens large) et sa devise était « Science Finds, Industry Applies, Man Conforms » autrement dit « La science découvre, l'industrie applique, l'Homme suit ».
Elle se déroula sur Northerly Island (une péninsule qui abrita l'aéroport de Meigs Field de 1948 à 2003 et qui devint un parc municipal à la fermeture de ce dernier) dans le secteur de Near South Side, juste au sud-est du secteur financier du Loop.
Une description de la foire indiqua que le monde, alors encore enlisé dans la crise économique et la récession liées à la Grande Dépression, put entrevoir malgré tout un avenir plus optimiste et plus ou moins lointain, grâce à l'innovation scientifique et technologique. Les visiteurs de la foire virent les dernières avancées en matière de transport ferroviaire, d'automobiles et d'architecture.

## Contexte

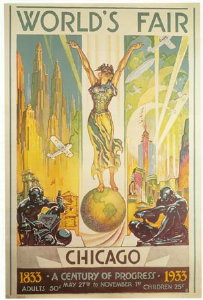
Affiche promotionnelle par l'artiste Glen C. Sheffer.

La Century of Progress Exposition fut créée en janvier 1928 sous la forme d'une société à but non lucratif de l'Illinois dans l'objectif de planifier et d'accueillir l'exposition universelle de Chicago en 1934. Pour établir le site de l'exposition, les autorités municipales et le Chicago Park District désignèrent trois miles et demi de terres nouvellement récupérées le long de la rive du lac Michigan, entre la 12e et la 39e rue, dans le secteur de Near South Side (juste au sud du secteur financier du Loop). Organisée sur une portion de 427 acres (1,7 km2) de parcelles de terrain de Burnham Park, l'exposition, d'une valeur de 37,5 millions de dollars (882 millions de dollars en 2023), fut officiellement inaugurée le 27 mai 1933 par James Aloysius Farley, le Postmaster General des États-Unis, lors d'une cérémonie de quatre heures au Soldier Field,.
Ce fut la deuxième exposition universelle que Chicago accueillit après l'Exposition universelle de 1893 (World's Columbian Exposition) et, au moment de sa fermeture, elle fut visitée par près de 50 millions de visiteurs.
À l'instar de l'Exposition universelle de 1893, la Century of Progress fut conçue dans une atmosphère de crise économique, politique et sociale, marquée cette fois-ci par la récession économique liée au krach de 1929 (début de la Grande Dépression) qui suivit la victoire des États-Unis dans la Première Guerre mondiale, la peur rouge qui mena au développement de l'anticommunisme aux quatre coins du pays, les émeutes raciales de 1919 à Chicago ainsi que la guerre des mafias entre les deux familles criminelles de la ville pour le contrôle de l'alcool de contrebande qui mena au massacre de la Saint-Valentin.
Ces menaces pour l'ordre social conduisirent les autorités municipales et culturelles de Chicago à organiser en 1921 le « Pageant of Progress » sur le Municipal Pier (plus connu sous le nom de jetée Navy). Le succès du festival, qui attira plus d'un million de visiteurs pendant ses deux semaines d'existence, incita un groupe d'hommes d'affaires et d'autorités civiques de Chicago à proposer une autre exposition universelle dans le but de renforcer la confiance dans la solidité fondamentale de l'économie et du système politique américains.
Dix ans plus tard, l'exposition qu'ils initièrent prit une importance nationale durant la Grande Dépression, la crise économique la plus importante qu'ait connu les États-Unis depuis la guerre de Sécession.
Afin d'obtenir le soutien de la ville pour le projet d'exposition qui finalement sera construite sur Northerly Island (une étroite bande de terre récupérée juste au sud-est du quartier du Loop qui fut développée dans le cadre du plan Burnham), les promoteurs de l'exposition attirèrent l'attention sur la résurgence du mouvement des expositions universelles de l'autre côté de l'Atlantique. En 1922, le gouvernement français parraina une exposition coloniale à Marseille. Les Britanniques furent de même en 1924-25 avec la British Empire Exhibition (littéralement, « Exposition impériale britannique ») qui se déroula la banlieue de Londres. Paris accueillit par la suite l'Exposition internationale des arts décoratifs et industriels modernes en 1925.

## Architecture

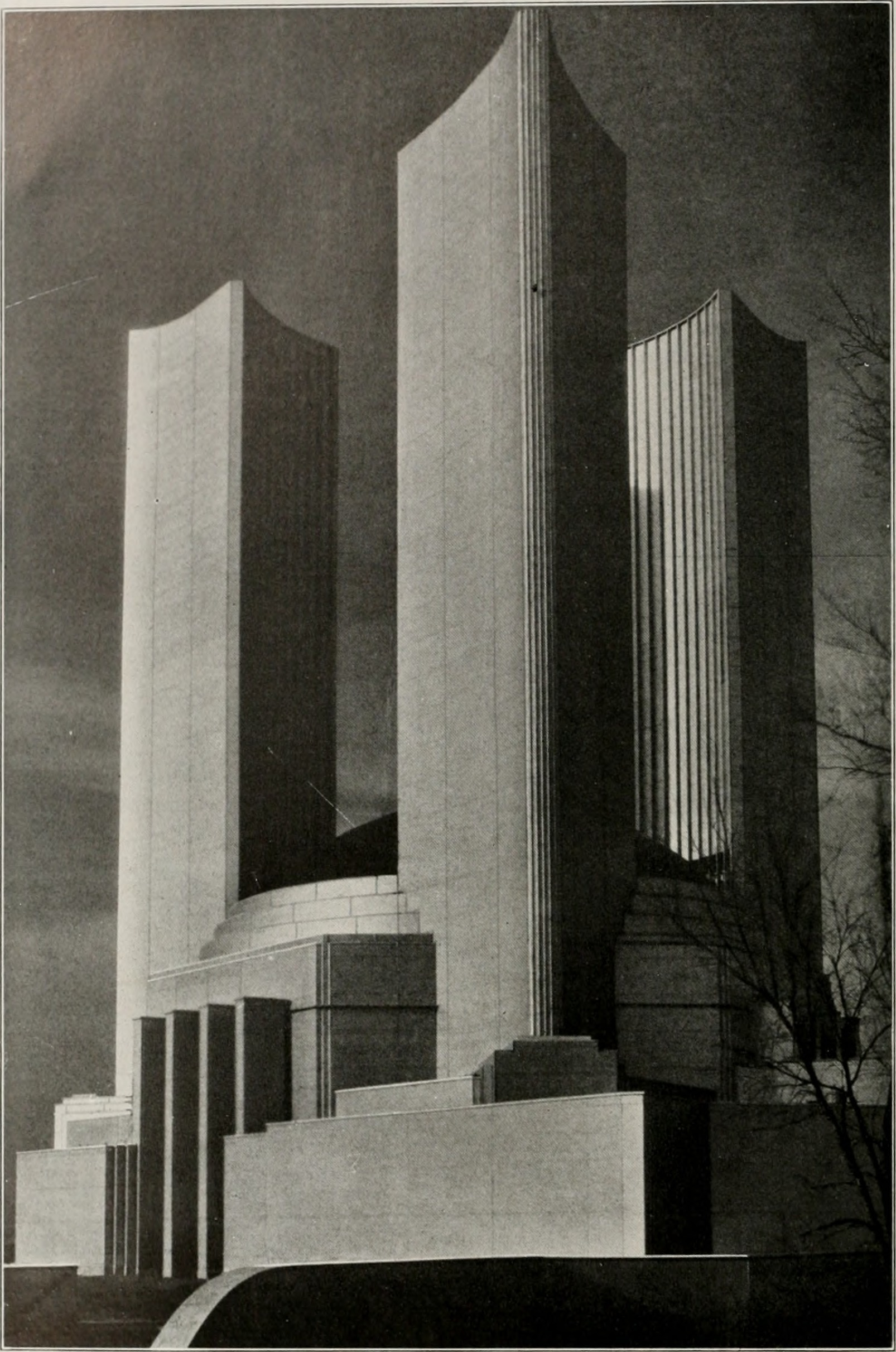
De style Art déco, le U.S. Federal Building fut un bâtiment emblématique de l'exposition ; ces trois tours, de forme triangulaire et de taille semblable, représentèrent les trois branches du Gouvernement fédéral des États-Unis.

La planification de la conception de l'exposition commença plus de cinq ans avant le jour de l'ouverture. Selon une résolution officielle, les décisions concernant l'aménagement du site et le style architectural de l'exposition furent confiées à une commission d'architecture dirigée par Paul Philippe Cret et Raymond Hood. Parmi les architectes locaux membres de la commission figurèrent l'architecte urbaniste Edward H. Bennett (responsable avec Daniel Burnham du projet de renouvellement urbain appelé « Plan de Chicago de 1909 »), John Augur Holabird (fils de l'architecte William Holabird), et Hubert Burnham (fils de l'architecte Daniel Burnham).
L'architecte Frank Lloyd Wright fut spécifiquement écarté de la commission en raison de son incapacité à travailler en bonne intelligence avec d'autres, cependant il produisit trois schémas conceptuels pour l'exposition,. Les membres de cette commission finirent par concevoir la plupart des grands pavillons thématiques de l'exposition.
Dès le départ, les membres de la commission partagèrent la conviction que les bâtiments ne durent pas réinterpréter les formes architecturales du passé comme cela fut le cas lors de foires antérieures telles que l'Exposition universelle de 1893 (qui se tint également à Chicago). Elles durent au contraire refléter des idées nouvelles et modernes, et suggérer de futurs développements. Par opposition à la « ville blanche » de Daniel Burnham lors de l'Exposition universelle de 1893, les bâtiments de la Century of Progress furent conçus de plusieurs couleurs différentes afin de créer une « ville arc-en-ciel » futuriste. En règle générale, les architectes adoptèrent les styles moderne et Art déco en contraste avec l'architecture néo-classique européenne qui prédominait lors de la foire de 1893.

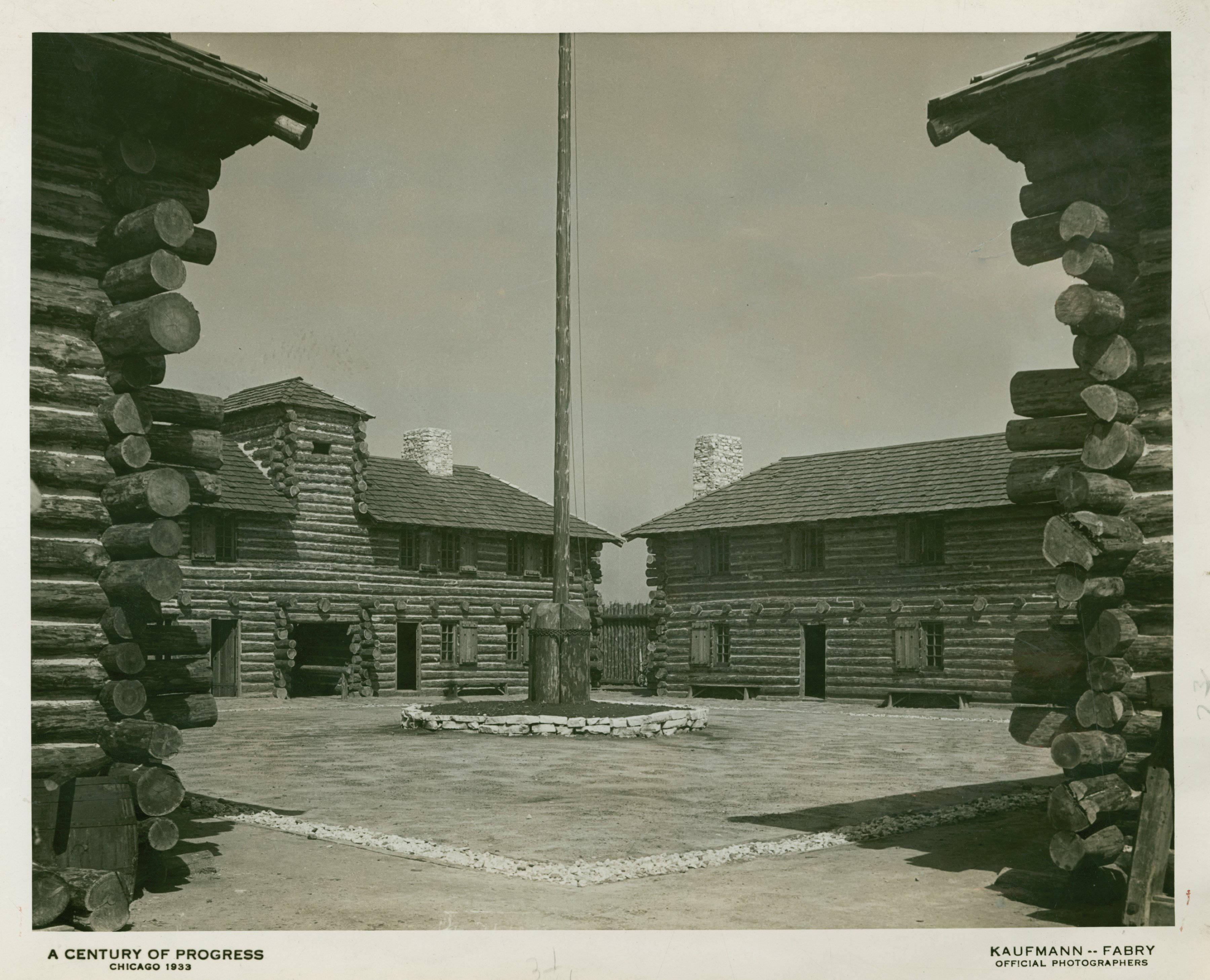
Réplique du fort Dearborn.

Cela permit la conception et la construction d'un large éventail de bâtiments expérimentaux, qui finirent par inclure de grandes salles d'exposition, telles que le Hall of Science (Paul Philippe Cret) et le Federal Building (Bennet, Burnham et Holabird) ; des pavillons d'entreprises, dont le General Motors Building (Albert Kahn) et le Sears Pavilion (Nimmons, Carr et Wright) ; des maisons modèles futuristes, la plus populaire étant la House of Tomorrow (George Frederick Keck) ; ainsi que des pavillons étrangers progressistes, dont le pavillon italien (Mario de Renzi et Adalberto Libera).
Le salon Homes of Tomorrow marqua l'année en présentant au grand public les derniers progrès en matière de confort intérieur et de matériaux de construction, déclinés en douze maisons-modèles visitables, proposées par un groupement de constructeurs, et qui pouvaient être commandées sur catalogue. La peintre de marines Hilda Goldblatt Gorenstein réalisa douze fresques murales pour le Federal Building, occupé par l'US Navy : c'était une frise rendant hommage à la nouvelle puissance maritime des États-Unis ; elle s'ouvrit sur l'arrivée de la colonie de Jamestown en 1607 (dans l'actuelle Virginie) et se termina avec la Première Guerre mondiale.
Lors de l'ouverture de l'Exposition, de nombreux bâtiments et expositions véhiculèrent le message selon lequel la coopération entre la science, les entreprises et le gouvernement pouvait ouvrir la voie à un avenir prometteur. Avec le Hall of Science comme pierre angulaire, près de deux douzaines d'entreprises, contre seulement neuf lors de l'Exposition universelle de 1893, érigèrent leurs propres pavillons et développèrent des expositions qui insistèrent sur le fait que les Américains durent dépenser de l'argent pour tout moderniser, de leurs maisons à leurs voitures.

## Événements

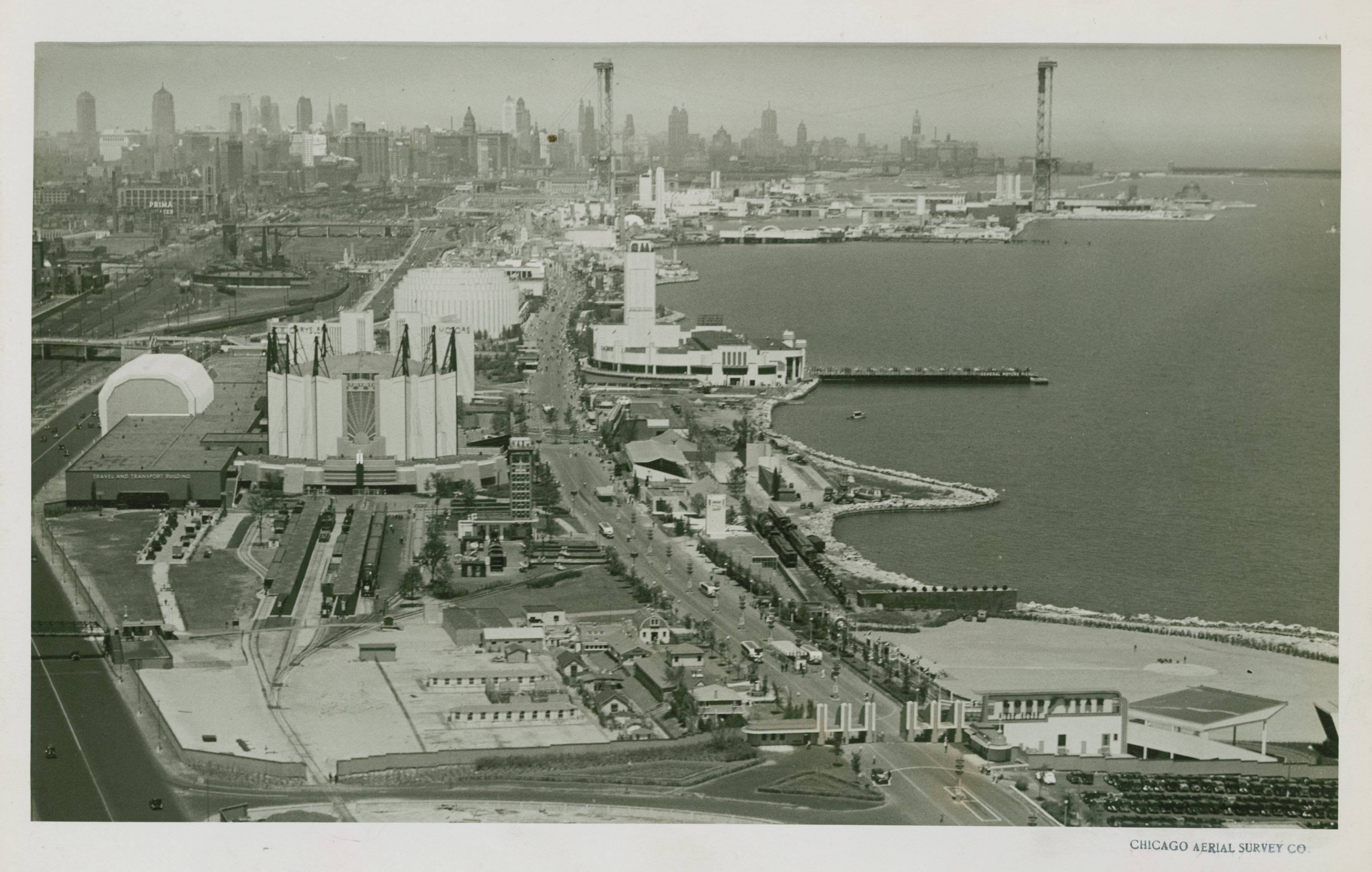
Vue aérienne de l'exposition.

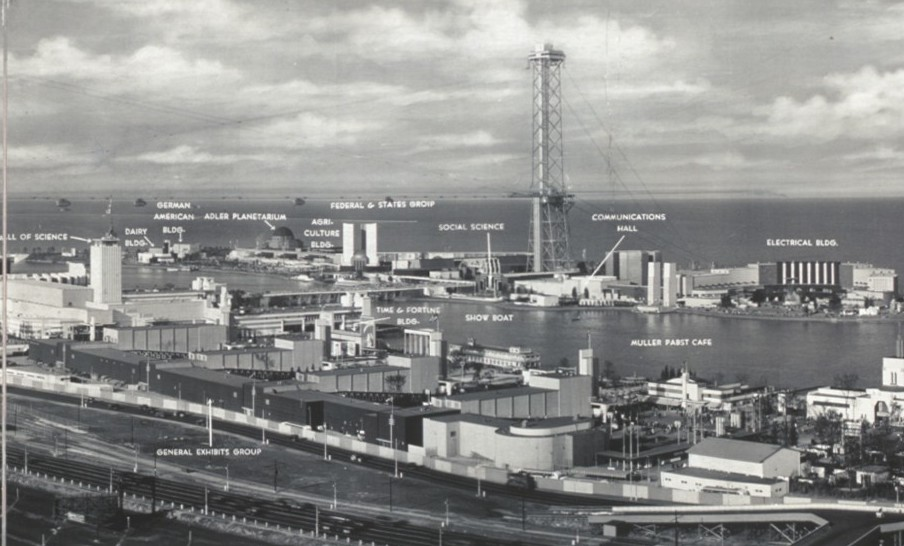
Panorama sur l'exposition.

Les pavillons de l'exposition furent de conception Streamline Moderne (plus connu sous l'appellation de « style paquebot »), un mouvement d'entre-deux-guerres des années 1930 mêlant les styles architecturaux Bauhaus, Neues Bauen, moderne et Art déco. Ces bâtiments multicolores furent conçus pour créer l'illusion d'une ville arc-en-ciel (Rainbow City), par opposition à la White City de l’Exposition universelle de 1893.
Une avenue spécialement aménagée pour l'exposition, la Midway, fut bordée de restaurants de style exotique comme le Old Morocco (où des stars en devenir telles Judy Garland, The Cook Family Singers et The Andrews Sisters donnèrent des concerts), et de reconstitutions d’importantes scènes de l'histoire de Chicago.
Les constructeurs automobiles furent à l'honneur : parmi les « voitures de rêve » proposées à l'occasion au public, mentionnons la limousine V-16 de Cadillac ; les modèles de Nash exposés dans un garage à ascenseur intérieur transparent  (dit paternoster) ; la voiture-concept à propulsion de Lincoln, prototype de la Lincoln-Zephyr (qui sera commercialisée en grande série à partir de 1936, mais comme traction avant) ; la Pierce Silver Arrow annonçait fièrement Suddenly it's 1940! ; mais c'est encore le constructeur Packard qui obtint le plus gros succès auprès des visiteurs.

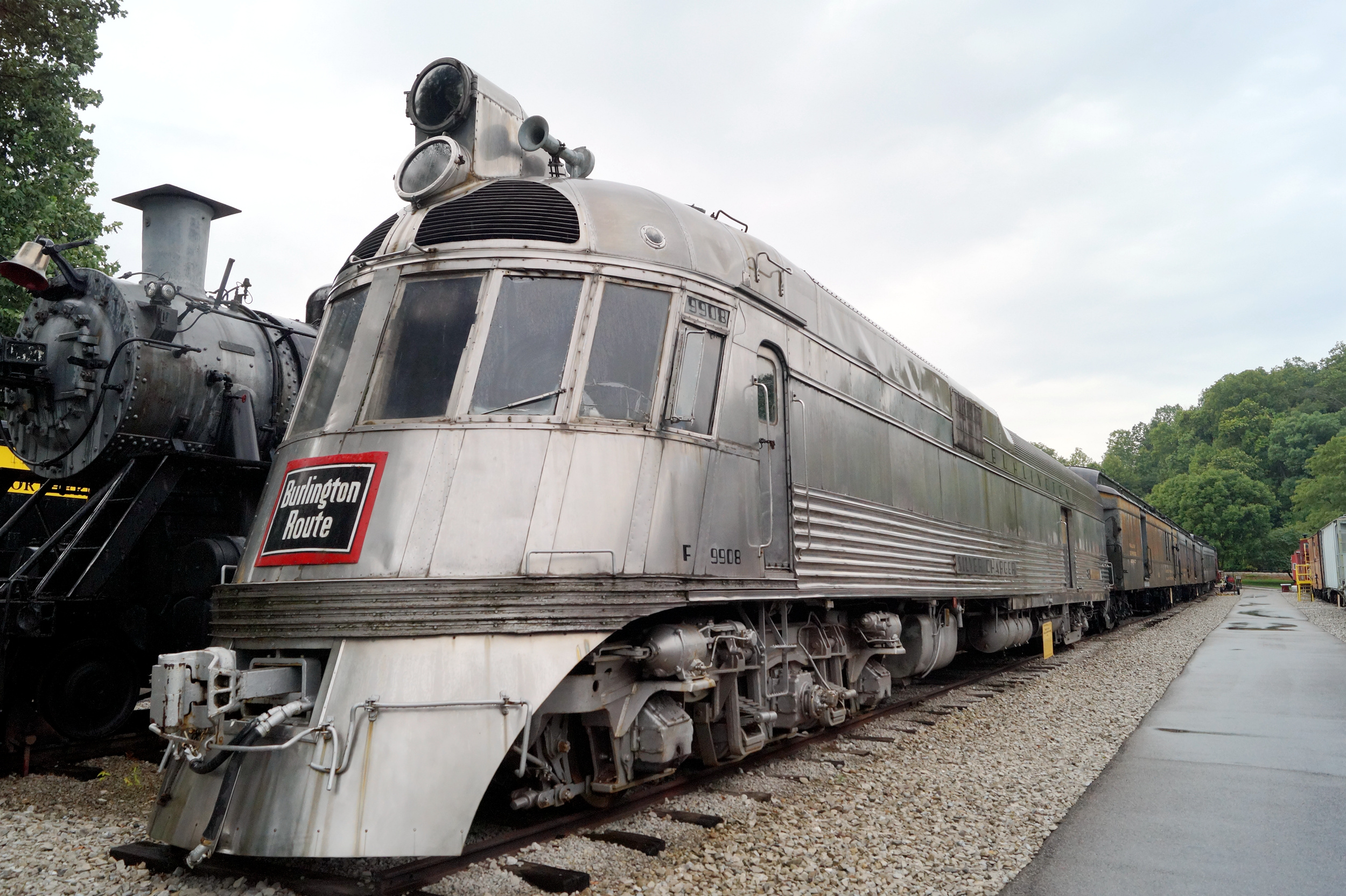
Un Pioneer Zephyr.

En mai 1934, l'Union Pacific Railroad présenta son premier train aérodynamique, le M-10000, et la Chicago, Burlington and Quincy Railroad (un important chemin de fer de classe I qui opérait dans le Midwest), son célèbre Pioneer Zephyr qui, le 26 mai, fit un record de vitesse entre Denver et Chicago (1 633 km) en 13 heures et 5 minutes à une vitesse moyenne de 124 km/h. L'événement fut appelé Dawn-to-Dusk Dash (la « course de l'aube au crépuscule »). À certains moments, il atteignit même une vitesse de 181 km/h, juste en deçà du record de vitesse de l'époque (185 km/h). Ce parcours historique inspira deux films, et le surnom du train : le « Silver Streak » (littéralement le « Trait d'argent »). Pour couronner son record de vitesse, le Zephyr arriva de façon magistrale sur la scène du pavillon Wings of a Century.
Les deux trains lancèrent une ère de rationalisation industrielle. Les deux trains furent ensuite mis en service payant avec succès, celui de l'Union Pacific sous le nom de City of Salina, et le Burlington Zephyr sous le nom de premier Pioneer Zephyr. Construit par la Budd Company, le Zephyr est aujourd'hui exposé au musée des Sciences et de l'Industrie de Chicago (Museum of Science and Industry ; MSI).

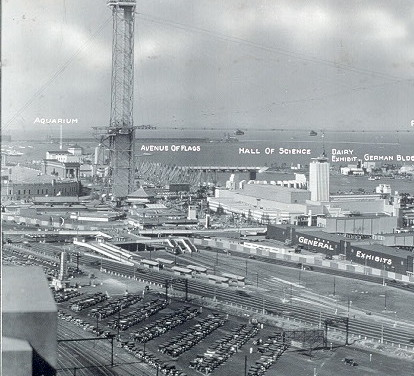
Vue sur le Sky Ride.

Le Sky Ride et l'atterrissage du Graf Zeppelin furent les principales attractions de cette Exposition. Ouvrage unique en son genre, le Sky Ride fut d'abord un pont suspendu à haubans (long de 564 m) avant d'être défini comme une sorte de pont transbordeur léger et géant, à cabines multiples, destiné à l'observation panoramique.
Certaines attractions de la foire reflétèrent, rétrospectivement parlant, les notions anthropologiques de l’époque : une exposition de caricatures d’afro-américains, ou la Midget City présentant « soixante Lilliputiens » ainsi qu'une salle d'incubateurs avec de vrais bébés.
Durant l'exposition, la danseuse Sally Rand étonna le public avec ses performances de danses « à l'éventail ». Faith Bacon, la danseuse considérée comme « la plus belle danseuse d'Amérique » au début des années 1930, fit également une représentation.
Le premier Match des étoiles de la Ligue majeure de baseball (Major League Baseball All-Star Game) se déroula au Comiskey Park (domicile des White Sox de Chicago) en même temps que la foire.
Le champion du monde d'échecs Alekhine tenta de battre le record du nombre de parties simultanées à l'aveugle avec 32 parties (dix-neuf victoires, neuf nulles et quatre défaites) ; le journaliste échiquéen américain Edward Lasker arbitra cette exhibition. Ce record fut battu quatre ans plus tard par Georges Koltanowski.
Durant l'exposition l'Italie Mussolinienne frappa un grand coup de propagande, doublé d'un authentique exploit sportif et technique : le maréchal de l'air Italo Balbo réalisa une traversée de l'Atlantique en sept étapes avec une formation de pas moins de 24 hydravions - catamarans du type Savoia Marchetti S55 . L'affaire , minutieusement préparée (il y a un grand nombre de bateaux d'observation météo et de sauvetage prépositionnés sur le parcours, pilotes et mécaniciens sont triés sur le volet, les appareils volant en formation serrée sont équipé de puissants postes de radio) est un quasi sans faute et une préfiguration des lignes aériennes régulières sur l'Atlantique nord. Balbo et ses aviateurs seront accueillis en triomphe, tant à Chicago qu'à New York.

## Graf Zeppelin

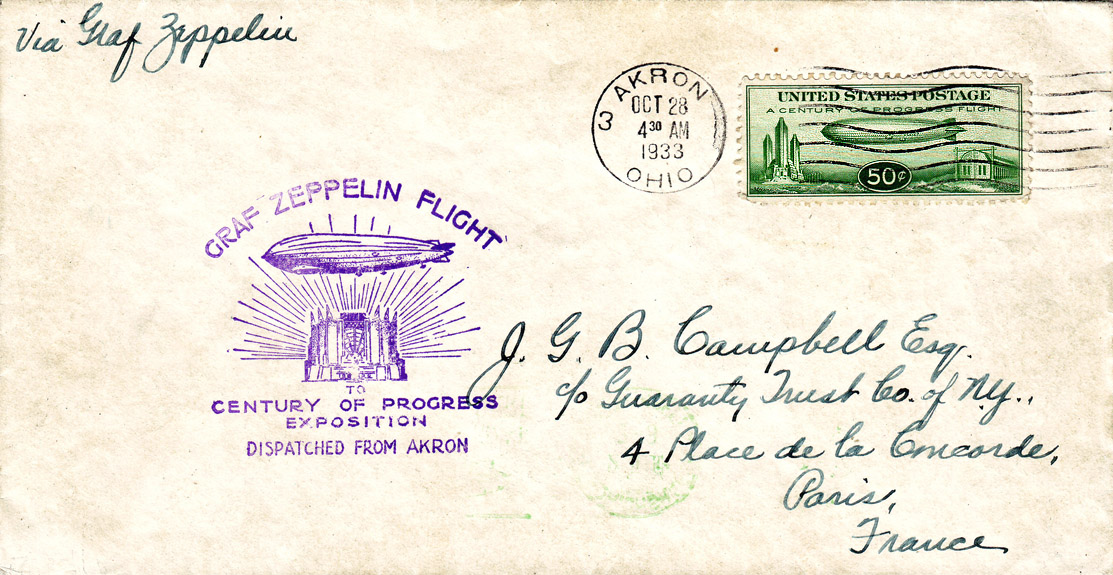
Enveloppe premier jour de 1933 consacrée au Graf Zeppelin, émise dans le cadre de l'exposition internationale Century of Progress, et affranchie du timbre C-18 US Air Mail, émis à l’occasion de la venue de l'aéronef.

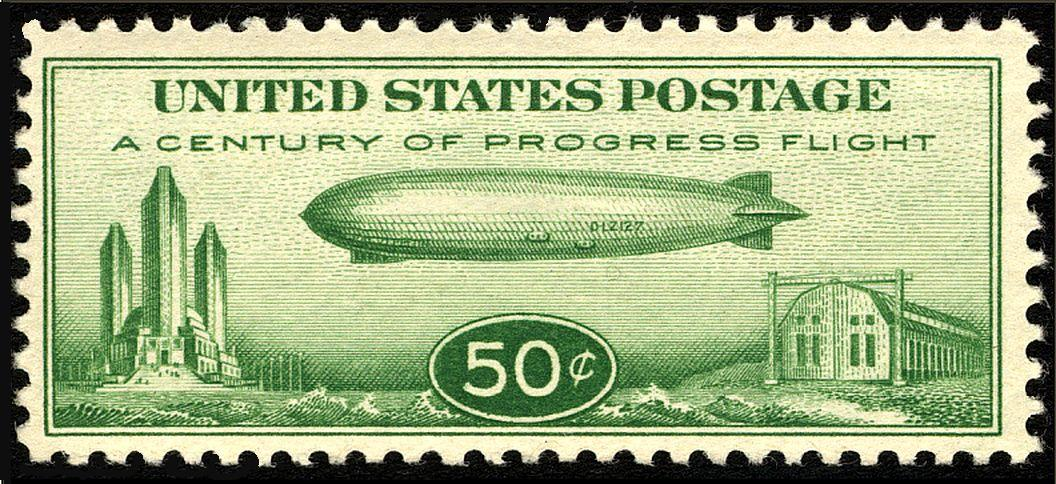
Timbre commémoratif de l'Exposition.

Le Graf Zeppelin, long de quelque 240 m, atterrit le 26 octobre 1933 sur l’aérodrome de Glenview : après avoir effectué en deux heures un tour du lac Michigan du côté de l'Exposition, son commandant de bord, Hugo Eckener posa l'appareil et le maintint au sol pendant 25 minutes (de 13h00 à 13h25) puis décolla sous la menace d'un grain et partit pour Akron (Ohio).
Aucun dirigeable allemand n'était venu aux États-Unis depuis 1929 et la Zeppelin Company fut sollicitée pour envoyer son dirigeable à l'Exposition universelle. Le commandant Eckener accepte l'invitation à la seule condition qu'un timbre commémoratif soit émis pour l'occasion et que les revenus postaux soient partagés avec la Zeppelin Company.
L'arrivée du dirigeable allemand Graf Zeppelin, le 26 octobre 1933, est l'un des moments forts de l'exposition universelle : après avoir contourné le lac Michigan pendant deux heures, le commandant Eckener fait atterrir le dirigeable en banlieue proche de Chicago.

## Héritage
Une grande partie du site de la foire abrite aujourd'hui le parc de Northerly Island (depuis la fermeture en 2003 de l'aéroport de Merrill C. Meigs Field ; Merrill C. Meigs Field Airport) et la McCormick Place (le plus grand centre de convention des États-Unis). Le Balbo Monument, offert à la ville de Chicago par Benito Mussolini en l'honneur du vol transatlantique du général Italo Balbo en 1933, se dresse toujours à proximité du stade de Soldier Field. En 1933, la ville a ajouté une étoile rouge à son drapeau pour commémorer la Century of Progress Exposition (la foire est désormais représentée par la quatrième des quatre étoiles du drapeau de Chicago). À l'occasion de la foire, la communauté italo-américaine de Chicago a collecté des fonds et offert une statue du navigateur et explorateur génois Christophe Colomb, qui a été placée à l'extrémité sud de Grant Park, à proximité du site de la foire.
Le district historique du Century of Progress Architectural District, dans la petite ville de Beverly Shores (dans l'État voisin de l'Indiana), comprend cinq maisons qui furent présentées comme « futuristes » lors de l'Exposition universelle de 1933 et qui furent déplacées depuis Northerly Island. Les maisons font aujourd'hui partie du Registre national des lieux historiques.
D'octobre 2010 à septembre 2011, le National Building Museum à Washington, D.C ouvrit une exposition intitulée Designing Tomorrow : America's World's Fairs of the 1930s, qui mit à l'honneur la foire Century of Progress de Chicago.

## Archives
Les principales archives de l'Exposition, y compris les documents officiels de l'événement et les documents de Lenox Lohr, directeur général de la foire, sont conservés dans les collections spéciales de l'université de l'Illinois à Chicago (UIC). Une collection de documents comprenant des images est conservée par les bibliothèques Ryerson et Burnham de l'Art Institute of Chicago. La collection Century of Progress comprend des photographies, des guides, des brochures, des cartes, des croquis architecturaux et des souvenirs. Les collections spécifiques contenant des documents comprennent le Chicago Architects Oral History Project, les Daniel H. Burnham Jr. and Hubert Burnham Papers, la Edward H. Bennett Collection, les photographies Voorhees, Gmelin et Walker.